# Хвалимцы
Хвали́мцы (пол. chwalimiacy, chwalimiaki) — cубэтническая группа поляков, населявшая до середины XX века село Хвалим (ландкрейс Бомст провинции Позен-Западная Пруссия Германии — в межвоенный период, гмина Каргова Зелёногурского повята Любушского воеводства Польши — в настоящее время). Входит в состав великополян. Общая история и область расселения объединяет хвалимцев с другими западновеликопольскими, или бабимостско-мендзыжецкими, группами.
Отличие хвалимцев от других групп поляков обусловлена их силезским происхождением и конфессиональной обособленностью.

## Общие сведения

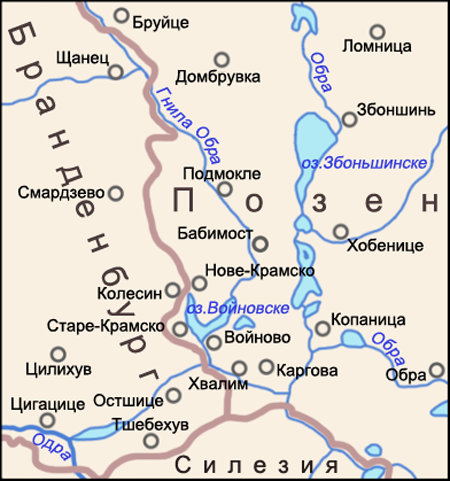
Сёла в окрестностях Бабимоста, включая Хвалим (в границах прусских провинций начала XX века)

Предки хвалимцев переселились в западные районы Великопольши из Силезии. От соседних групп поляков хвалимцев отличали особенности говора, своеобразные культурно-бытовые черты и религиозная принадлежность. Исповедуя евангелизм, хвалимцы находились в обособленном положении по отношению к окружавшим их полякам католического вероисповедания. В то же время по происхождению и диалектным чертам хвалимцы были сходны с субэтнической группой хазаков (в окрестностях Равича), которые также являются потомками силезских переселенцев.
Территориально хвалимцы объединяются с другими западновеликопольскими, или бабимостско-мендзыжецкими, группами, населявшими бывшее польско-немецкое приграничье, отрезанное в межвоенный период от Польши: с подмоклянами, бабимостцами и домбрувцами. Как и название хвалимцев названия данных групп связаны с наименованием тех сёл и местностей, в которых они проживали (окрестности сёл Подмокле-Вельке, Подмокле-Мале, Домбрувка-Велькопольска и города Бабимост). Находясь в составе Пруссии и живя в соседстве с немцами, западные великополяне в условиях противостояния германизации сохранили свои язык и культуру в архаичной форме.
Польские этнографы первой половины XX века Адам Фишер и Ян Станислав Быстронь ошибочно относили к хвалимцам жителей сёл Старе Крамско и Нове Крамско, которые по вероисповеданию были католиками, отличались культурно-бытовыми особенностями, но не называли себя хвалимцами.
В межвоенный период хвалимцы подвергались преследованиям со стороны немецких властей и местного немецкого населения. Властями Третьего рейха хвалимцы были признаны «ненадёжным польским элементом», живущим в приграничных районах Германии, и подлежали переселению вглубь страны.

## Говор
В говоре хвалимцев отмечались особенности силезского диалекта. В частности, для него было характерно такое языковое явление, как мазурение, широко распространённое в прошлом помимо Силезии также в Мазовии и Малопольше. Данная диалектная особенность заключается в смешении ряда свистящих согласных s, z, c, ʒ с шипящими согласными š, ž, č, ǯ и произношении на их месте только свистящих s, z, c, ʒ: szkoła как skoła «школа», życie как zycie «жизнь» и т. п. Мазурение заметно выделяло хвалимцев среди остальных носителей говоров великопольского диалекта, в речи которых такая черта отсутствует.
Наличие мазурения отмечается также в говоре хазаков. Как и в хвалимском говоре смешение свистящих и шипящих согласных в речи хазаков по происхождению является силезской диалектной чертой. Кроме этого, мазурение встречается ещё в нескольких сёлах Великопольши: в сёлах веленских мазуров и в сёлах Старе Крамско и Нове Крамско (под Бабимостом). Смешение свистящих и шипящих в этих районах не связаны с миграциями населения и предположительно являются серболужицким субстратом.
В XIX веке и даже в начале XX века село Хвалим, располагавшееся на границе Силезии, Бранденбурга и Польши, часто называли «вендским» или «лужицким». По переписи 1910 года, 117 человек в Бабимостском повяте, прежде всего, жители Хвалима, назвали свой язык «вендским». Также хвалимцы определяли свой язык, как «говорим по-нашему» («po nasymu»). В ряде исторических работ указанного периода отмечалось, что население Хвалима сформировалось в результате переселения лужичан из Нижней Лужицы в опустевшие районы Западной Польши во время Тридцатилетней войны.
К. Нич, изучавший говор хвалимцев в начале XX века, сообщал, что местный говор сохраняется в основном у старшего поколения жителей Хвалима, молодое поколение предпочитало говорить по-немецки, в то же время многие представители молодёжи могли понимать родной говор. К. Нич определил говор Хвалима как типичный северносилезский, не имеющий отношения ни к нижнелужицкому языку, ни к верхнелужицкому языку. По мнению К. Нича, говор хвалимцев ошибочно называли лужицким, так как он достаточно сильно отличался от польского литературного языка. Кроме того, великополяне называли всех исповедующих лютеранскую веру немцами, даже если они и не говорили по-немецки. «Польскими немцами» («My som polskie niemcy») сами себя называли и хвалимцы. Хвалимский говор был близок не только силезским, но и великопольским говорам, с которыми находился в соседстве. Некоторые единичные черты хвалимского говора, в частности, наличие окончания -yg / -ig, -ych / -ich в формах родительного падежа единственного числа прилагательных и местоимений мужского и среднего рода — ja móm syna jednyg, сходные с чертами некоторых лужицких диалектов, вероятно, являются остатками диалектных явлений переходного лужицкого-польского пояса. Данные переходные говоры в своём большинстве подверглись германизации, дольше всего сохранялись черты этого пояса в восточнолужицких районах (губинский и жаровский говоры с признаками переходности к польскому языку) и в западновеликопольских районах (говоры Хвалима, Нове и Старе Крамско, Домбрувки Велькопольской).
Помимо мазурения к основным чертам хвалимского говора относят:
1. Произношение носовой гласной ę как ą: jancmiyń (пол. литер. jęczmień «ячмень»), gamba (пол. литер. gęba разг. «рот»).
2. Произношение слова igła «игла» как jegua, а также произношение производной от jegua — jegiouka (пол. литер. szpilka «булавка»).
3. Распространение восходящих восходящих к формам аориста глаголов 1-го лица единственного числа прошедшего времени типа jach to suysou.
4. Распространение форм глагола 1-го лица множественного числа настоящего времени типа pudziymyj (великопол. idymyj пол. литер. pójdziemy «пойдём»), niesiymyj (великопол. niesymyj пол. литер. niesiemy «несём»).